# Sara Seager
Sara Seager (Toronto, 21 juli 1971) is een Canadees-Amerikaanse astrofysicus en planetair wetenschapper. Ze is hoogleraar aan het Massachusetts Institute of Technology. Zij doet onder meer onderzoek naar exoplaneten en hun atmosfeer. Seager schreef twee boeken over deze onderwerpen. Seager ontving in 2013 een MacArthur Fellowship voor haar theoretisch werk aan het opsporen van chemische handtekeningen in de atmosfeer van exoplaneten en voor de ontwikkeling van relatief goedkope ruimteobservatoria voor het observeren van planeetovergangen.

## Biografie
Seager studeerde eerst wis- en natuurkunde aan de Universiteit van Toronto, waar zij in 1994 een bachelor diploma behaalde. Ze promoveerde in 1999 in de astronomie aan de Harvard-universiteit op een proefschrift over theoretische modellen van de atmosfeer op exoplaneten. Van 1999 tot 2002 was zij als postdoc verbonden aan aan het Institute for Advanced Study in Princeton. Tot en met 2006 was zij senior onderzoeksmedewerker bij het Carnegie Instituut. Ze werd in 2007 associate professor bij het Massachusetts Institute of Technology. In 2010 werd ze hoogleraar.

## Academisch onderzoek
Seager introduceerde de term "gasdwerg" voor een planeet van het type superaarde bij een animatie van de exoplaneet Gliese 581 c. Zo een planeet bestaat voornamelijk uit waterstof en helium.
Seager ontving in 2012 Sacklerprijs voor haar "analyse van de atmosfeer en de interne samenstelling van planeten buiten het zonnestelsel". In 2007 ontving zij de Helen B. Warnerprijs van de American Astronomical Society voor het ontwikkelen van "fundamentele technieken voor het begrijpen, analyseren, en het vinden van de atmosferen van exoplaneten". In 2004 kreeg zij de Harvard Bokprijs in de Astronomie. Zij werd in 2012 benoemd tot fellow van de American Association for the Advancement of Science en werd in 2013 verkozen tot erelid van de Royal Astronomical Society of Canada. In september 2013 werd ze een MacArthur Fellow.

### Seagervergelijking
Seager ontwikkelde een variant op de vergelijking van Drake om het aantal bewoonbare planeten in de Melkweg te schatten. De Seagervergelijking concentreert zich op planeten met gassen in de atmosfeer die mogelijk wijzen op leven en die met een ruimtetelescoop kunnen worden gevonden. De vergelijking luidt als volgt:
N = N*FQFHZFoFLFS
waarin:
N = het aantal planeten met waarneembare tekenen van leven
N* = het aantal waargenomen sterren
FQ = de fractie "stille" sterren
FHZ = de fractie sterren met rotsachtige planeten in de bewoonbare zone rond de ster
Fo = de fractie van deze planeten die kan worden waargenomen
FL = de fractie van deze planeten met leven
FS = de fractie waar het leven een aantoonbaar gas produceert met een chemische handtekening in de atmosfeer

## Privé
Haar vader was de arts David Seager, een pionier in haartransplantatie en oprichter van een centrum voor haartransplantatie in Toronto.
De eerste echtgenoot van Seager, met wie zij twee zoons kreeg, overleed in 2011. In 2015 hertrouwde zij met een amateur-astronoom.

## Publicaties

### Boeken
- Deming, D., & Seager, S. eds. 2003, "Scientific Frontiers in Research on Extrasolar Planets", ASP Conf. Ser. 294 (San Francisco: ASP)
- Seager, Sara, Exoplanet Atmospheres: Physical Processes, Princeton University Press, 2010. ISBN 9781400835300.
- Seager, Sara, Exoplanets, University of Arizona Press, 2010. ISBN 978-0-8165-2945-2.

### Artikelen (selectie)
- (2003). GLIMPSE. I. AnSIRTFLegacy Project to Map the Inner Galaxy. Publications of the Astronomical Society of the Pacific 115 (810): 953–964. ISSN: 0004-6280. DOI: 10.1086/376696.
- Borucki, WJ (2010). Kepler Planet-Detection Mission: Introduction and First Results. Science 327 (5968): 977–980. ISSN: 0036-8075. PMID 20056856. DOI: 10.1126/science.1185402.
- Deming, Drake (2005). Infrared radiation from an extrasolar planet. Nature 434 (7034): 740–743. ISSN: 0028-0836. PMID 15785769. DOI: 10.1038/nature03507.
- (2011). Characteristics of Planetary Candidates Observed by Kepler, II: Analysis of the First Four Months of Data. The Astrophysical Journal 736 (1): 19. ISSN: 0004-637X. DOI: 10.1088/0004-637X/736/1/19. Geraadpleegd op 14 July 2015.
- Seager, S. (2003). A Unique Solution of Planet and Star Parameters from an Extrasolar Planet Transit Light Curve. The Astrophysical Journal 585 (2): 1038–1055. ISSN: 0004-637X. DOI: 10.1086/346105.
- Seager, S. (2000). Theoretical Transmission Spectra during Extrasolar Giant Planet Transits. The Astrophysical Journal 537 (2): 916–921. ISSN: 0004-637X. DOI: 10.1086/309088.